# Bradley (Illinois)
Bradley es una villa ubicada en el condado de Kankakee en el estado estadounidense de Illinois. En el Censo de 2010 tenía una población de 15895 habitantes y una densidad poblacional de 847,08 personas por km².

## Geografía
Bradley se encuentra ubicada en las coordenadas 41°9′48″N 87°50′48″O / 41.16333, -87.84667. Según la Oficina del Censo de los Estados Unidos, Bradley tiene una superficie total de 18.76 km², de la cual 18.76 km² corresponden a tierra firme y (0%) 0 km² es agua.

## Demografía
Según el censo de 2010, había 15895 personas residiendo en Bradley. La densidad de población era de 847,08 hab./km². De los 15895 habitantes, Bradley estaba compuesto por el 87.27% blancos, el 6.28% eran afroamericanos, el 0.24% eran amerindios, el 1.16% eran asiáticos, el 0.04% eran isleños del Pacífico, el 2.94% eran de otras razas y el 2.06% pertenecían a dos o más razas. Del total de la población el 7.49% eran hispanos o latinos de cualquier raza.